# شباب البومب 2 (فلم)
شباب البومب فيلم كوميدي سعودي بدأ عرضه في صالات السينما في موسم عيد الفطر عام 2025م، وهو من بطولة فيصل العيسى، وكتابة عبد الله الوليدي وأحمد الزهراني، وإخراج حازم فودة.

## القصة
يواجه بطل الفيلم "عامر" مع أصحابه شباب البومب عصابة مكونة من المفحطين الطائشين، ولكن شجاعة "عامر" وإصراره تمكنه من ابتكار فكرة للتصدي لهم وتغيير اهتمامهم.

## الاستقبال
تصدر شباك التذاكر في السعودية بتحقيق أعلى الإيرادات، وبلغ إجمالي إيرادات الفيلم بعد الأسبوع الثالث 18 مليون ، ووصل إجمالي التذاكر المباعة في ثلاثة أسابيع إلى أكثر من 384 ألف تذكرة.

## طاقم العمل
| م | الممثل             | الدور | الجنسية |
| - | ------------------ | ----- | ------- |
| 1 | فيصل العيسى        | عامر  | سعودي   |
| 2 | سليمان المقيطيب    | كفته  | سعودي   |
| 3 | عبد العزيز الفريحي | تركي  | سعودي   |
| 4 | مهند الجميلي       | شكش   | سعودي   |
| 5 | محمد الدوسري       | ياسر  | سعودي   |
| 6 | فيصل المسيعيد      | صالح  | سعودي   |
| 7 | عبد العزيز برناوي  | عزوز  | سعودي   |

## وصلات خارجية
- شباب البومب 2 على موقع IMDb (الإنجليزية)
- شباب البومب 2 على موقع قاعدة بيانات الأفلام العربية
- شباب البومب 2 على موقع قاعدة بيانات الفيلم (الإنجليزية)
- شباب البومب 2 على موقع ليتربوكسد (الإنجليزية)